# Liste von Tapetenmanufakturen und Tapetenfabriken

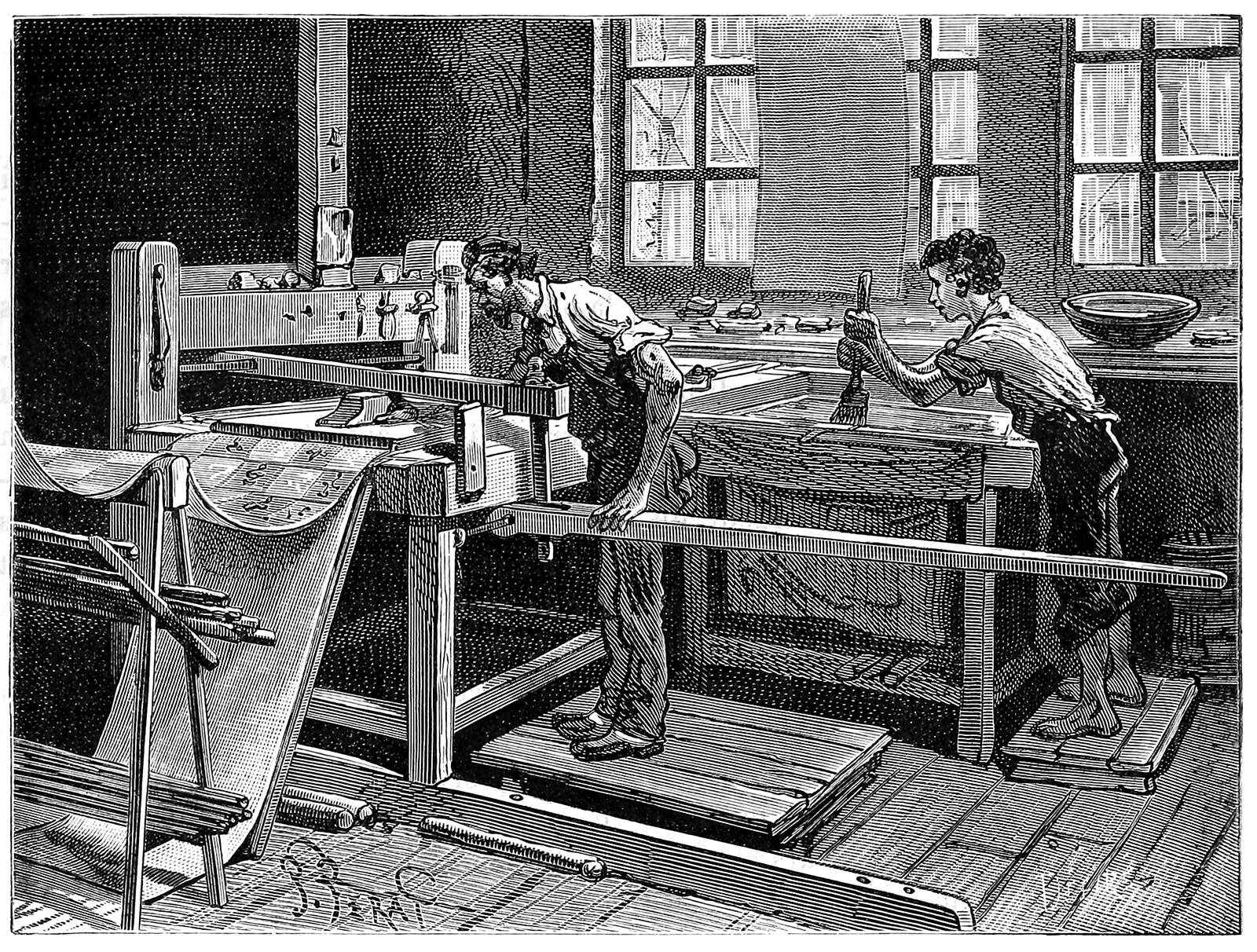
Tapetenherstellung durch Handmodeldruck

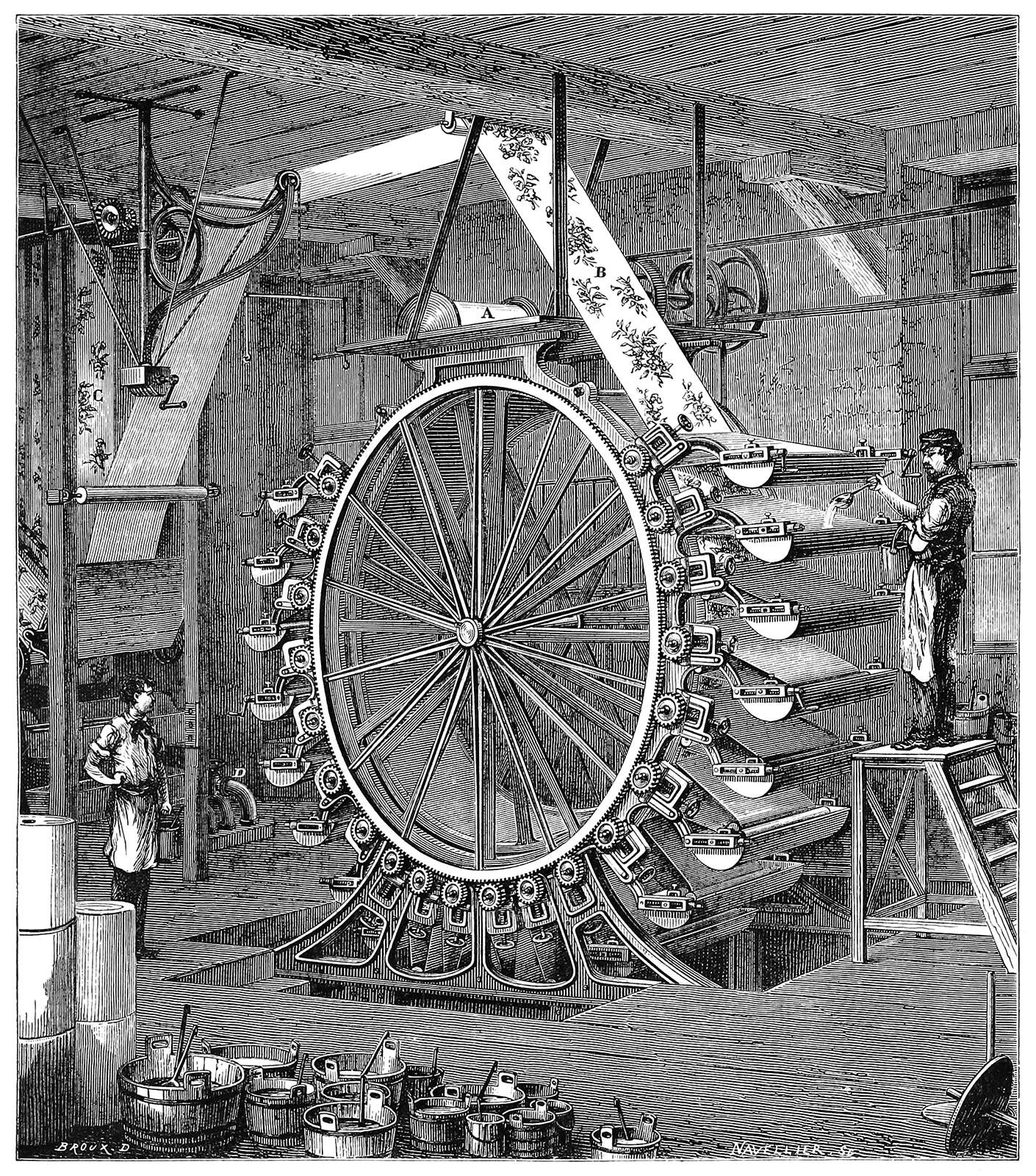
Tapetendruckmaschine für 20 Farben

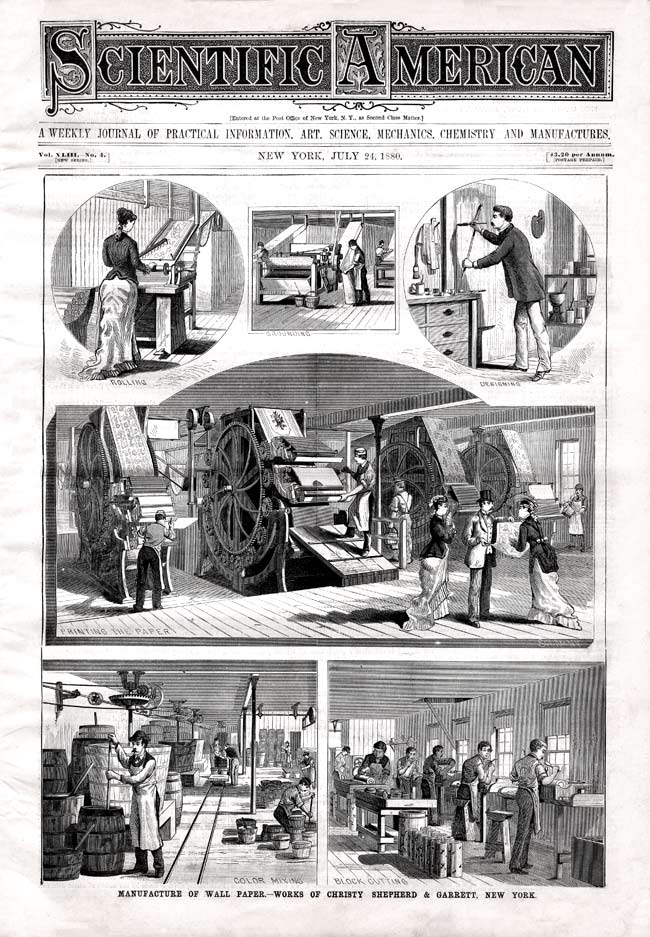
Tapetenherstellung bei Christie, Shepherd & Garrett, New York, Titelblatt Scientific American 24. Juli 1880

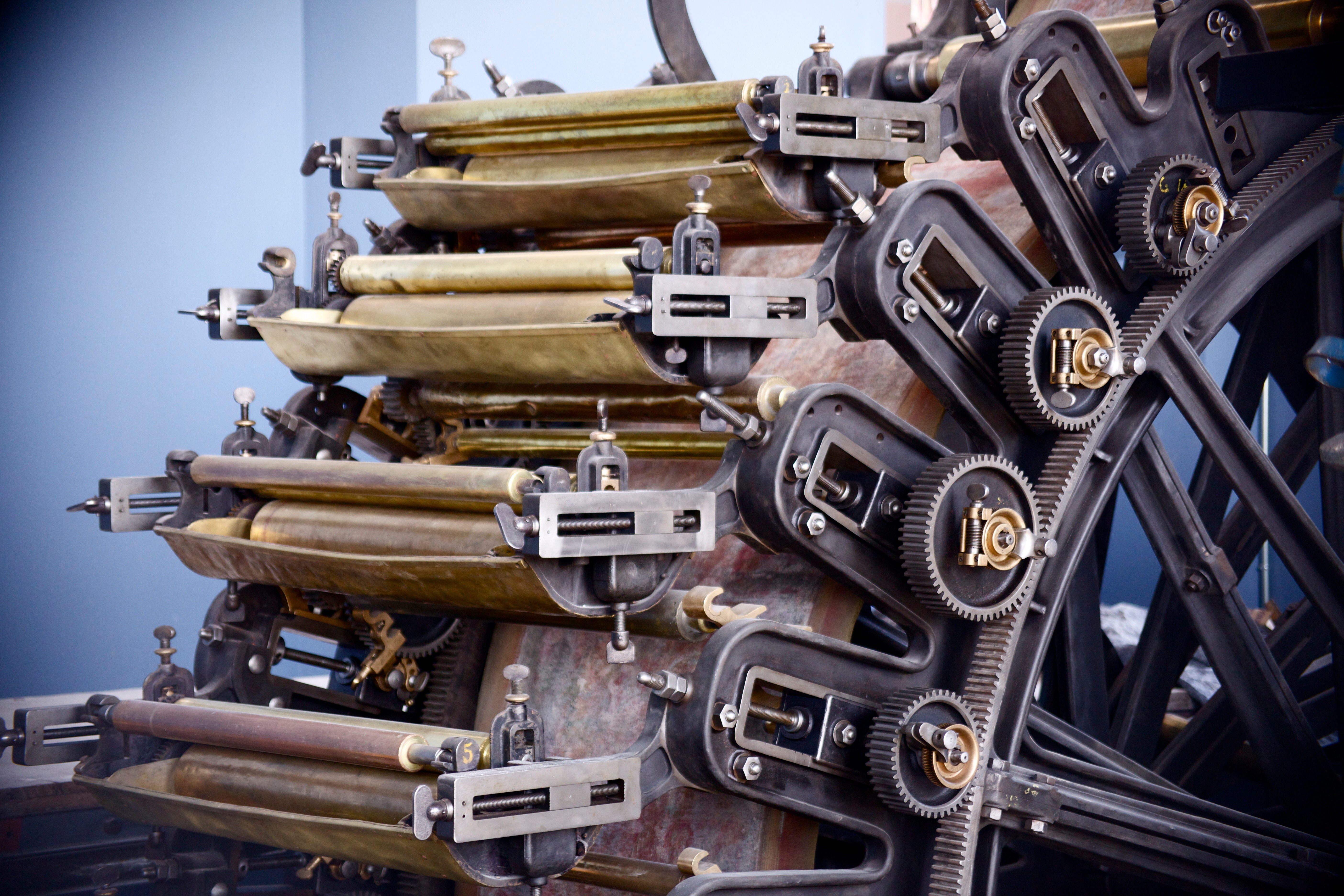
Tapetendruckmaschine für 26 Farben (Saint-Fargeau-Ponthierry)

Diese Übersicht erfasst Unternehmen, die sich mit der Anfertigung von Papiertapeten durch Modeldruck oder durch industrielle Fertigungsmethoden mittels Maschinen befasst haben oder noch befassen.

## Belgien
- P. Everaerts-Fizenne, Louvain

## Deutschland

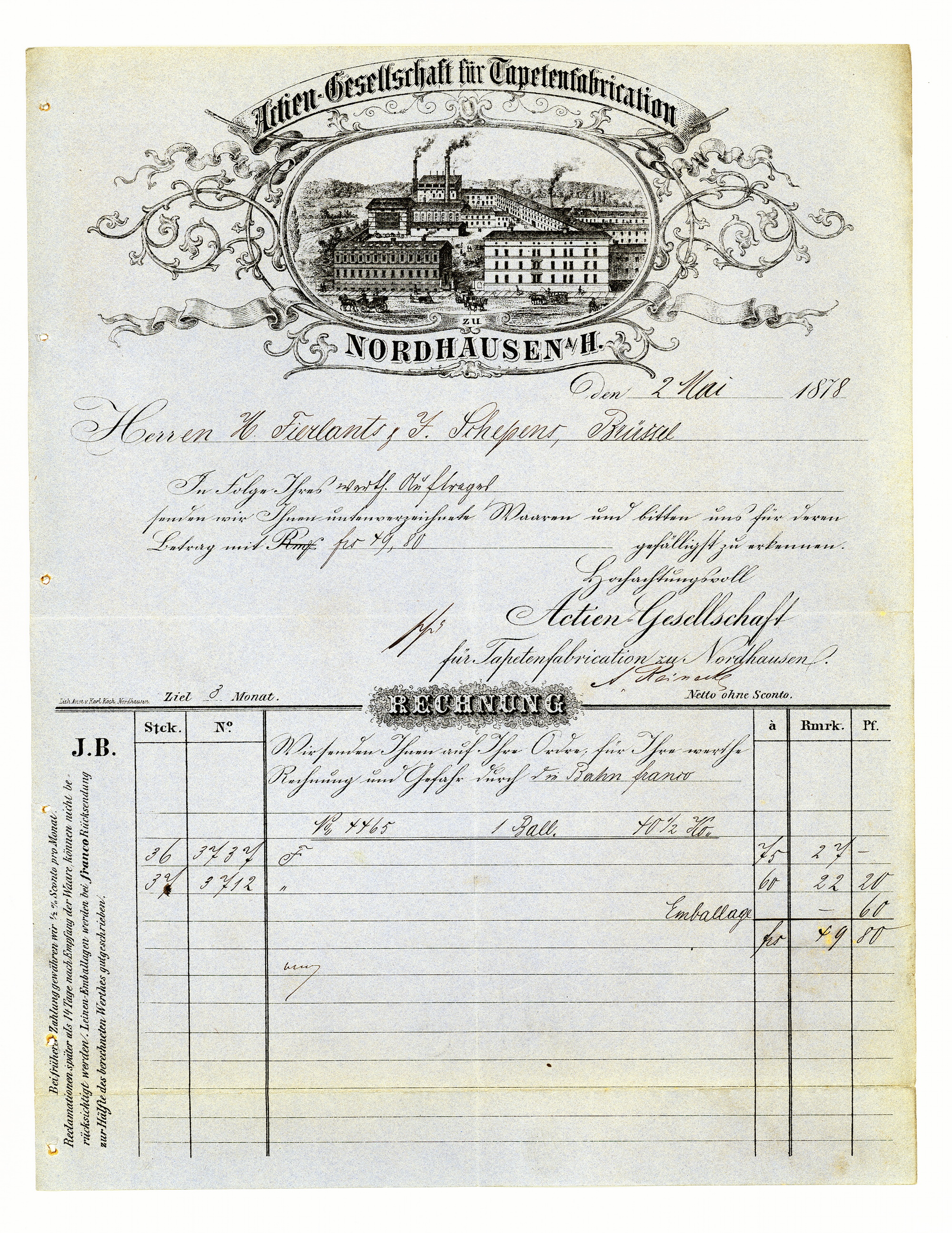
Rechnung Actien-Gesellschaft für Tapetenfabrication zu Nordhausen am Harz 1878, Fabrikansicht

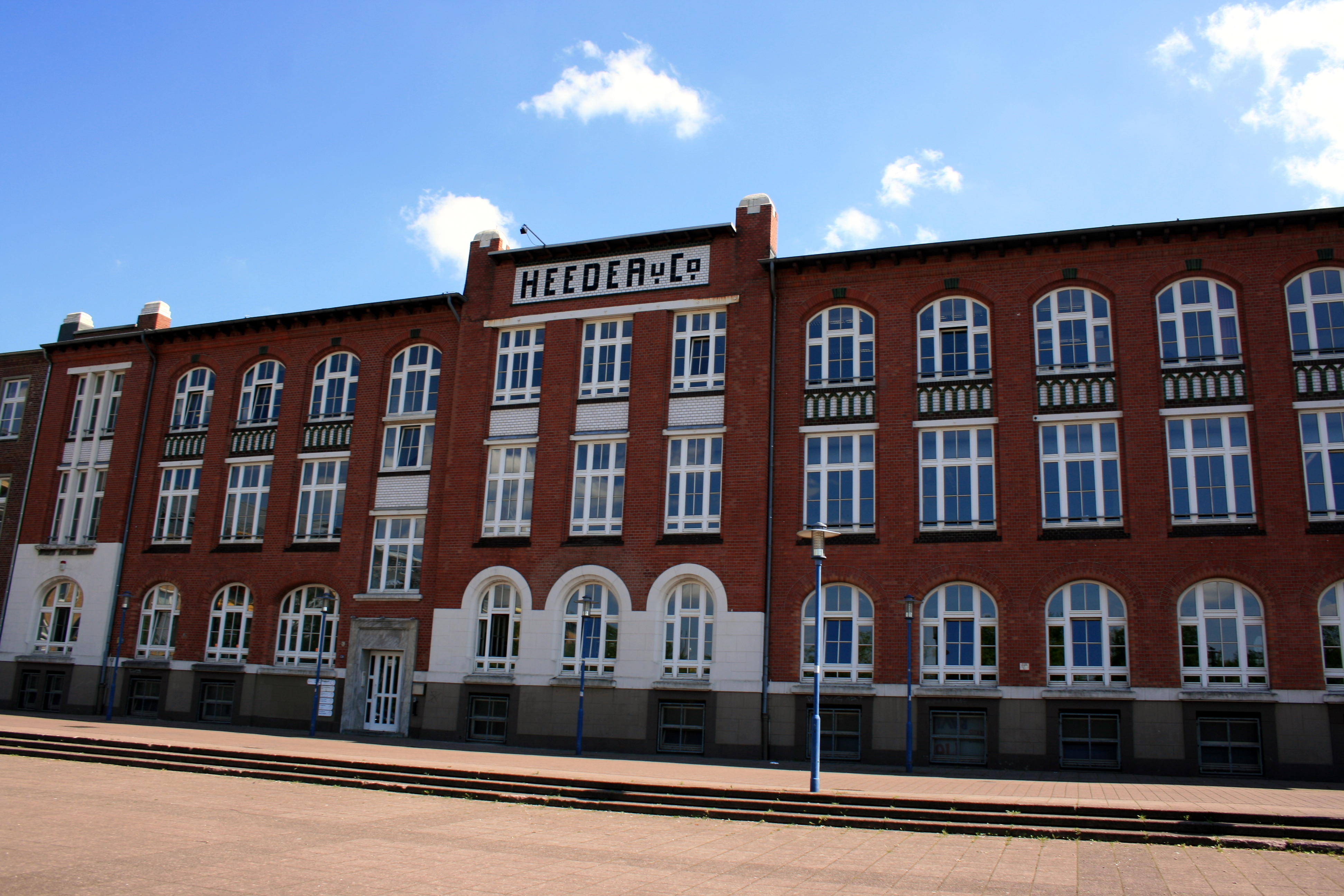
Krefeld Fabrik Heeder

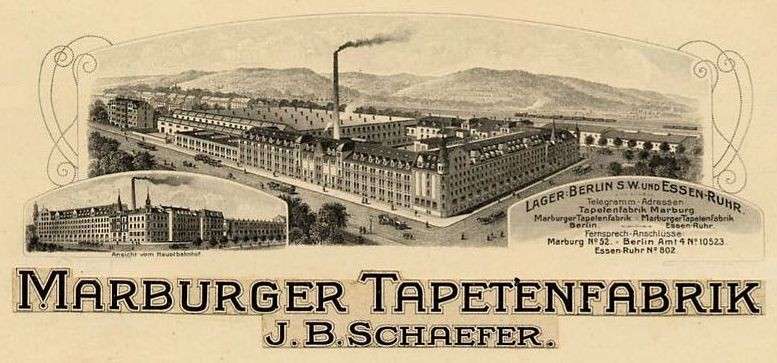
Marburger Tapetenfabrik

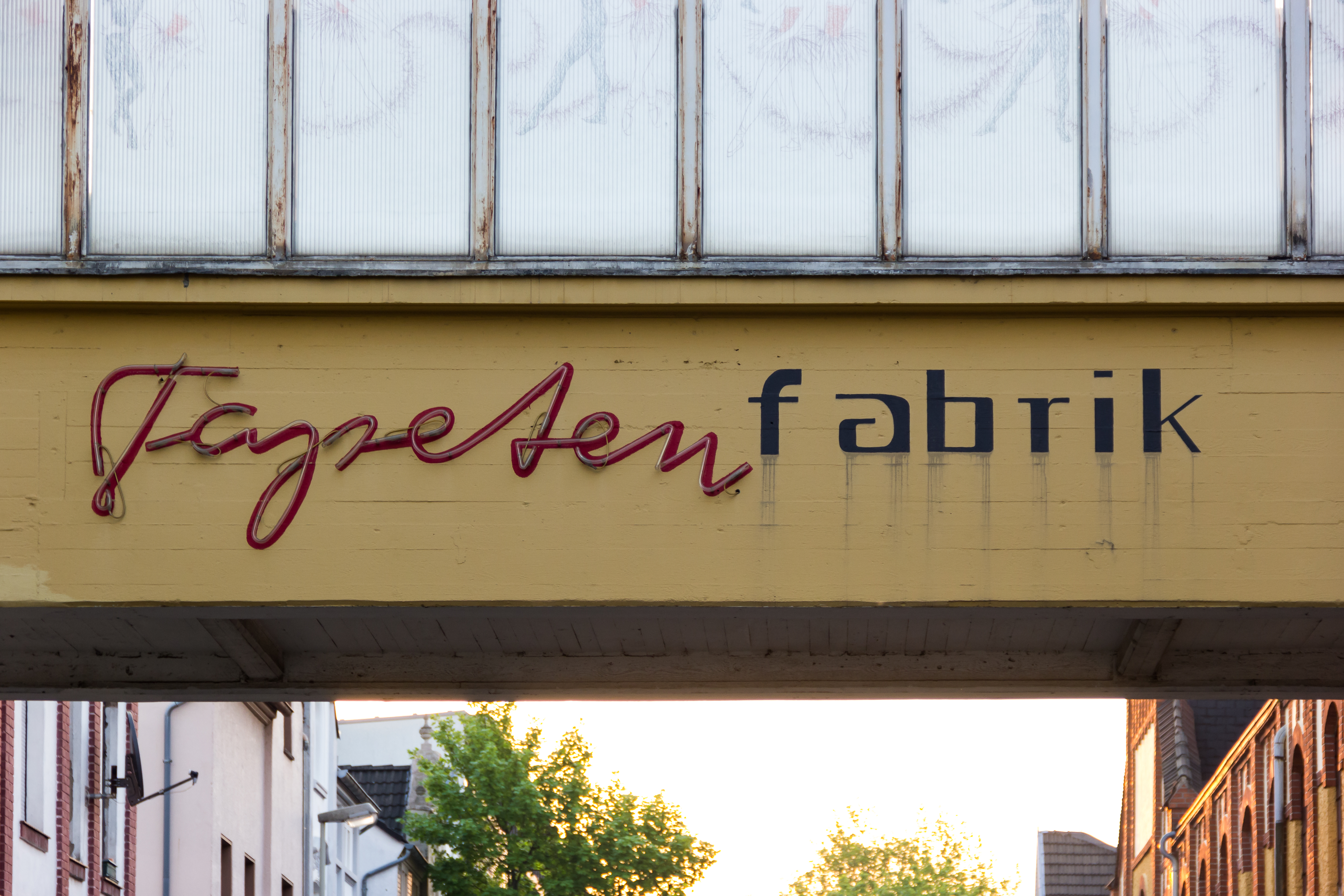
Ehemalige Rheinische Tapetenfabrik, Bonn (2018)

- AG f. Tapetenfabrikation Joh. Becker, Nordhausen a. Harz[1][2]
- Actien-Gesellschaft für Tapeten-Fabrikation zu Nordhausen a. Harz[3]
- Afflerbach & Co., Wuppertal-Langerfeld.[4]
- Ahltener Tapetenfabrik GmbH., Ahlten/Hannover[4]
- Ottokar Anderlik, Hainichen i. S.[5]
- Joh. Chr. Arnold, Tapetenfabrik und -handlung, Kassel[6][1]
- Backhaus, Heilbronn[7]
- Bandow und Woltersdorf, Berlin[6]
- Hans Hinrich Barginam, Altona[6]
- Barmer Tapetenfabrik Krämer & Busch, Wuppertal-Vohwinkel[8]
- Baumeister und Hardegg, Stuttgart[9]
- Balthasar Gottlieb Beck, Leipzig[10]
- Beger und Comp., Stuttgart[11]
- Wilh. Boller, Braunschweig[5]
- Bongardt & Hütten, Krefeld[5]
- Gebrüder Bonn, Aachen[6]
- Joh. Fried. Both, Frankfurt am Main[6]
- Braband und Comp., Berlin[6]
- Georg Friedr. Brackebusch, Hannover[5]
- J. Brandt, Stolpe bei Potsdam[12]
- Johann Gottlob Immanuel Breitkopf, Tapetenmanufaktur, Leipzig[13]
- Bützow & Cremer, Schönbeck[4]
- Adolph Bubbers Wittwe, Hamburg[10]
- Conrad & Consmüller, Leipzig[5]
- Cölner Tapetenfabrik, vorm. Chrysanth Joseph Klein, GmbH., Köln-Nippes[14]
- A.S. Création Tapeten AG, Gummersbach-Derschlag
- Wittwe Cristelin, Caßel in Hessen[6]
- crossoverdesign Dr. Elke Wagner, Braunschweig
- Gottfried Demrath, Elberfeld[5]
- Dietz & Tröstler, Dessau[4]
- Düsseldorfer Tapetenfabrik Emil Schröder, Düsseldorf[14]
- Elberfelder Tapetenfabrik Willy Dorschler, Wuppertal-Vohwinkel[1]
- H. Engelhard, Mannheim[5]
- Engelke & Co., Schwarmstedt[5]
- Friedrich Enkhausen, Lüneburg[4]
- Erfurt & Sohn, Wuppertal
- Wilh. Erhardt, Darmstadt[5]
- Erismann & Cie., Breisach[14][15]
- Fisches Wittwe und Sack, Hamburg[10]
- Flammersheim & Steinmann, Köln-Zollstock[14][16]
- Carl Forster und Comp, Köln[17]
- Frankfurter Tapetenfabrik Anton Barkholt, Frankfurt a. M.[4]
- Eduard Frische, Wuppertal-Vohwinkel[5]
- Friedrich Ludwig Frister, Lübeck[10]
- Gebr. Ditzel AG., Tapetenfabrik Bammental, Bammental b. Heidelberg[14][18]
- Heinrich Gerhard & Co,. Berlin[19]
- Georg Großheim, Elberfeld[5]
- Haeberle & Buck, Konstanz[5]
- Hamburger Tapetenfabrik GmbH, Hamburg[1]
- Hamburger Tapetenfabrik vorm. Werner & Sievers, Bad Oldesloe[4]
- Ferd. Hausmann, Blaubeuren[7]
- Heeder & Co., Krefeld[5]
- Heesch & Co., Itzehoe[5]
- Julius Hembus Tapetenmanufaktur, Groß-Bieberau
- Carl Herting, Einbeck[5][20][21]
- C. Hochstätter & Söhne, Darmstadt[5]
- Heta, Hessische Tapetenfabrik GmbH., Marburg/Lahn[1]
- Hinderer & Thomas GmbH., Krefeld[14]
- Gottfried Hochstätter, Darmstadt[1]
- Heinr. Hopffe, Dresden[6][22]
- Otto Jacobi & Prausnitz, Berlin[5]
- Isaak Joels Erben, Glienecke[23][10]
- Christian John, Berlin[6]
- L. Kammerer, Karlsruhe[5]
- Kempfe & Eggers, Magdeburg[4]
- Karl Krämer jr. KG., Wuppertal-Langerfeld[1]
- Krakau, Tapeten- u. Papier-Pergament-Fabrik, Berlin[24]
- Max Langhammer, Chemnitz[5]
- R. Langhammer Nachf. Emil Zilling, Leipzig[1]
- H. W. La Tour, Dresden[6]
- Johann Nicolaus Lentzer, Frankfurt a. M.
- H. u. F. Lieck, Aachen[5]
- Emil Liepmann, Berlin[5]
- Lübeling & Mayert, Bochum[25]
- Adolph Lücke, Münster[26]
- Magdeburger Tapetenfabrik Kossack & Co., Magdeburg[1]
- Marburger Tapetenfabrik J. B. Schaefer oHG, Kirchhain Bez. Kassel[14]
- Mittelrheinische Tapeten- und Buntpapierfabrik, Andernach[4]
- Mohr & Co., Tapetenfabrik, Wuppertal-Unterbarmen[14]
- Münkner, Günther & Stamer, Berlin[4]
- Niederhoff & Co., Mühlheim-Saarn[5]
- Niedersächsische Tapetenfabrik Borges & Co.[14]
- Franz Joseph Nockin, Frankenthal[6]
- Norddeutsche Tapetenfabrik Hölscher & Breimer, Langenhagen/Hannover[14]
- Johann Andreas Benjamin Nothnagel, Frankfurt a. M.[6][27]
- Christ. Notti & Co., Darmstadt[4]
- Nüchel, Mentze & Co., Barmen[5]
- Fritz Peine, Einbeck/Hannover[14]
- G. L. Peine, Hildesheim[14]
- Penseler & Sohn, Lüneburg[1]
- Pickhardt & Siebert, Gummersbach[14]
- Leopold Putzrath, Berlin[5]
- Ratinger Tapetenfabrik Paul Kopec, Ratingen, Bez. Düsseldorf[1]
- Rheinische Tapetenfabrik Schleu & Hoffmann GmbH., Beuel[14]
- Rhena-Tapetenfabrik Carl Nobbe KG., Düsseldorf-Gerresheim[1]
- Philipp Renn, Darmstadt[5]
- Rosalino und Brand, Oberursel[28]
- Sächsische Tapetenfabrik Schubert & Schmiedel, Dresden[5]
- Salubra-Werke AG., Grenzach[14]
- Wilhelm Sattler, Schweinfurt[1][29][30]
- Alexis Schedesack junior, Sondershausen[31]
- Gebrüder Scherer, Bammental[32]
- Adolph Schill, Stuttgart[33]
- Ludwig Schneider & Co., Zeitz[4]
- August Schütz, Wurzen[5]
- Ernst Schütz, Dessau[5]
- Friedrich Schwarz, Dessau[5]
- Sehnder Tapetenfabrik GmbH., Sehnde, Krs. Burgdorf[4]
- W. Seyfarth, Gernsbach[5]
- H. Silberbach & Cie., Bonn[5]
- Solinger Tapetenfabrik, H. Heck, Solingen-Ohligs[1]
- Spezialtapetenfabrik C. Willke & Co., KG., Beuel[14]
- H. Strauven, Bonn[14][34]
- Tapeten- und Buntpapierfabrik Franz Fischer GmbH., München-Riesenfeld[5]
- Tapetenfabrik Askania, Dessau[4]
- Tapetenfabrik Bergmann & Co., Gruiten[14]
- VEB Tapetenfabrik Coswig, Coswig, Kreis Meißen[35]
- Tapetenfabrik Deutschland Krimphoff & Co.[14]
- Tapetenfabrik Gebr. Rasch & Co., Bramsche b. Osnabrück[14]
- Tapetenfabrik Hansa Iven & Co., Hamburg-Altona[14]
- VEB Tapetenfabrik Coswig, Coswig Bez. Dresden[1]
- Tapetenfabrik Dergwill, Inh. Hermann Dergwill jr., Solingen-Ohligs[1]
- Tapetenfabrik Herm. Fassbender, Bad Godesberg[1]
- Tapetenfabrik Grafenberg Schröder & Co., Düsseldorf
- Tapetenfabrik Hösel, Hösel[1]
- Tapetenfabrik zu Porz vor Köln, GmbH., Porz bei Köln[1]
- Tapetenfabrik Richard Pott, Wuppertal-Elberfeld[1]
- VEB Tapetenfabrik Rüdersdorf bei Berlin, Rüdersdorf bei Berlin[1]
- Tapetenfabrik Stuttgart Meissner KG., Stuttgart-Münster[1]
- P. Thouvenot und Comp., Wolfenbüttel[10]
- Joh. Nic. Victor, Hamburg[10]
- Vignes Erben, Berlin[6]
- Vögelin und Möglin, Konstanz[36]
- Walcker und Toepffer, Berlin[24]
- Carl Weidenhau, Heidelberg[10]
- Wenzel & Brüninghaus, Wuppertal-Sonnborn[14]
- Weßely und Neumeister, Berlin[6]
- I. P. Wilhelm, Tapetenmanufaktur, Leipzig[37]
- H. und F. Witthof, Firma H. J. Wittgenstein, Köln[17]
- Franz Witthof, Bornheim
- Wuppertaler Tapetenfabrik Kotschwar & Schröder[1]
- J P Tavernier, später Gebr. Tavernier, Hamburg[38]

## Frankreich
- Arthur & Grenard, Paris[39]
- Arthur & Robert, Paris[40]
- Paul Balin, Paris[41]
- Bezault & Pattey fils, Paris[42]
- Dauptain Söhne, Paris[43]
- Danois, Paris[44]
- Daumont, Paris[45]
- Dauptain, Paris[46]
- Delepoulle, Paris[47]
- Délicourt & Cie, Paris[48]
- Jules Desfossé, Paris[49]
- Desfossé & Karth, Paris[50]
- Nicolas Dollfus & Cie, Mulhouse
- Joseph Dufour et Cie, Mâcon[51]
- Dufour & Leroy, Paris[52][53]
- Gillon fils & Thorailler, Paris[54]
- Hubert et Dinan, Paris
- Jacquemart & Bénard, Paris[55]
- Jacquemart, Paris[56]
- Isidor Leroy, Paris[57][58]
- Mader Frères, Paris
- Xavier Mader & Sohn, Paris[59]
- Jean-Baptiste Réveillon, Paris[60]
- Hartmann Risler 6 Cie, Mulhouse[61]

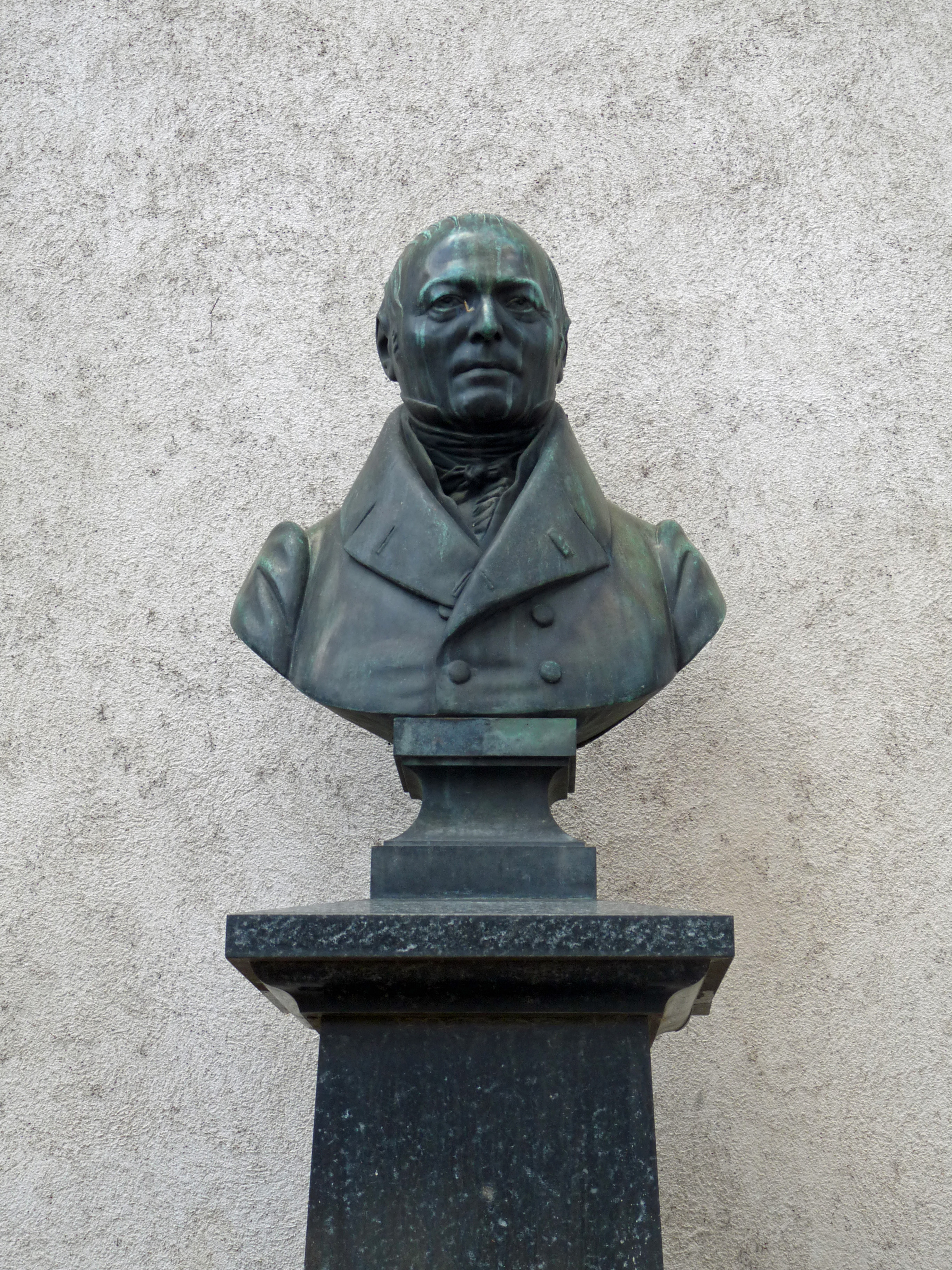
Jean Zuber, Büste in Rixheim

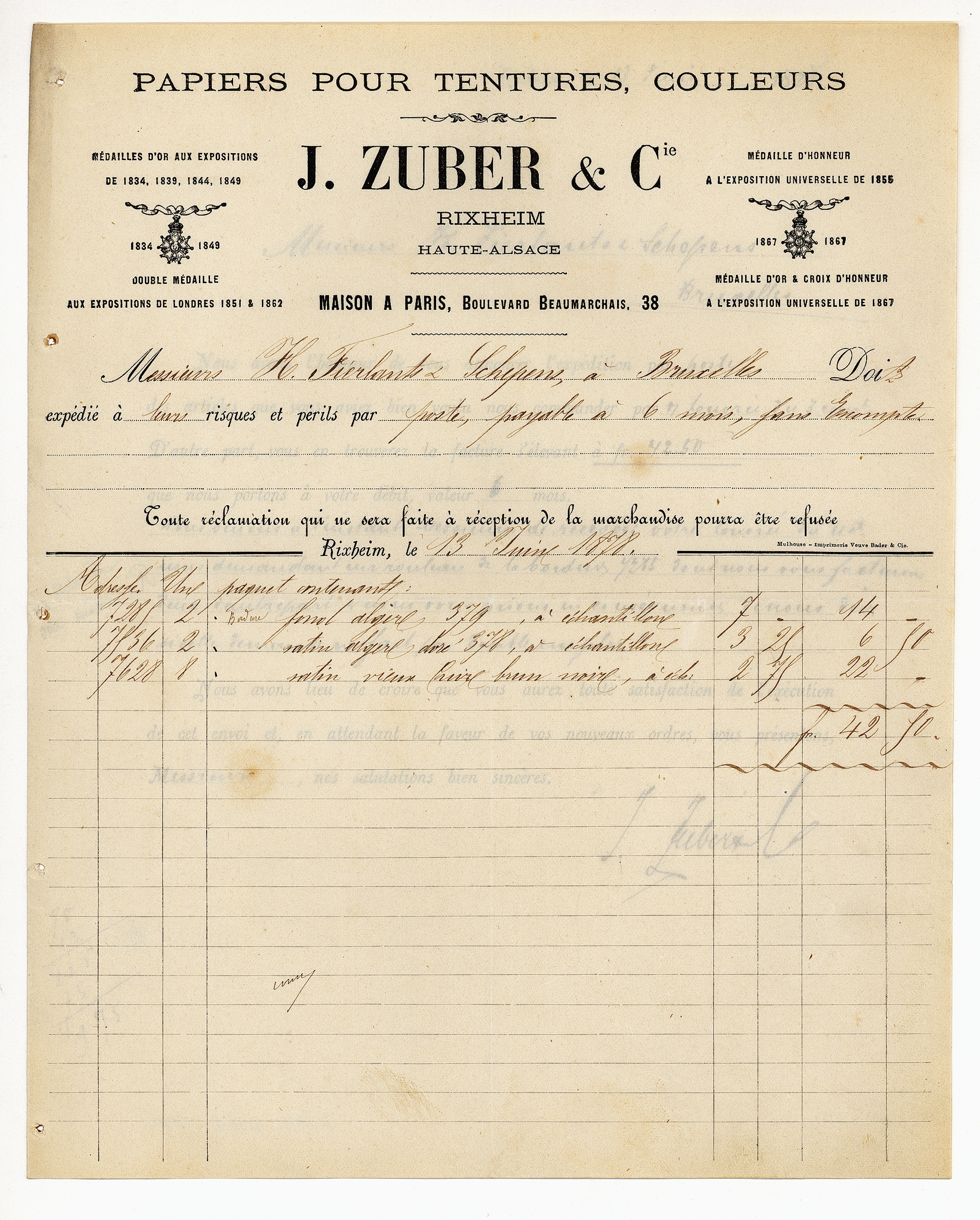
Rechnung J. Zuber & Cie. Rixheim Haute-Alsace 1878

- Société Anonyme des Anciens Établissements Desfossé & Karth, Paris[62]
- Jean Zuber et Cie., Rixheim[63][64]

## Luxembourg
- Echevin Lamort, Senningen u. Manternach[65]

## Österreich
- Josef Baumgartner, Tapetenfabrik, Salzburg[66]
- Baumgartner & Gmelin, Salzburg und Wien[67]
- Chevassieur, Wien[68]
- Johann Klobasser, Wien[69][70]
- R. Knepper & Schmidt[71]
- Lucius & Aldasi, Wien[72]
- Carl W. Melcher, A. C. Lechleitner's Erbe[73]
- Rittier & Baumgartner, Feldkirch[70]
- Johann Ferdinand von Schönfeld, Wien[10]
- Michael Spanl's sel. Witwe und Rederer, Wien[74]
- Spoerlin & Rahn, Gumpendorf
- Spörlin & Zimmermann, Wien[75][76]
- Wiener Tapetenfabrik AG, Wien[77]

## Polen
- Gulitz, Papiertapetenfabrik, Breslau[78]
- Herberger, Papiertapetenfabrik, Breslau[79]
- C. Neddermann, Breslau[80]
- Sackur's Söhne, Breslau[81]
- Vetter, Warschau[82]

## Schweiz
- Swissprint Production GmbH, Stallikon/Zürich[83]

## Tschechien
- A. Henike, Rumburg[84]
- Prosper Piette, Tapetenfabrik, Bubentsch bei Prag[85]
- Franz Purkert, Karlsbad[84]
- k. k. landesbefugte Prager-Papier-Tapetenfabrik Robert & Bhd. Sieburger, Prag[86][87]

## Vereinigtes Königreich
- Jeffrey & Co., London[88]
- Charles Knowles & Co., London[89]
- John Woollams & Co., London[90]

## USA
- J. F. Bumstead & Co., Boston, Mass.[91]
- Christy & Constant, New York
- Moses Grant Jr & Co., Boston, Mass.[92]

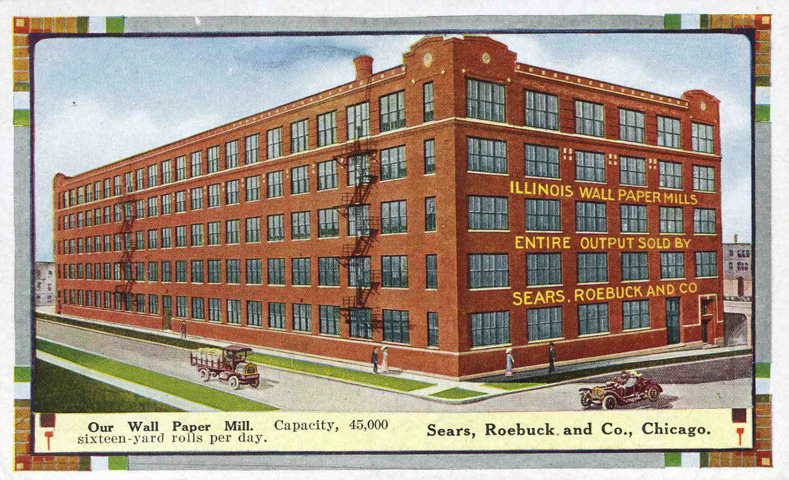
Illinois Wall Paper Mills, Postkarte ca. 1916

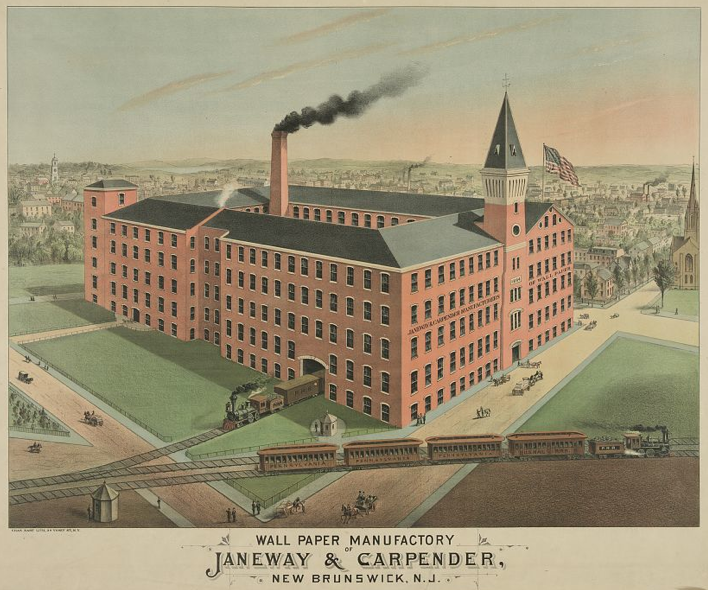
Janeway and Carpender, New Brunswick NJ

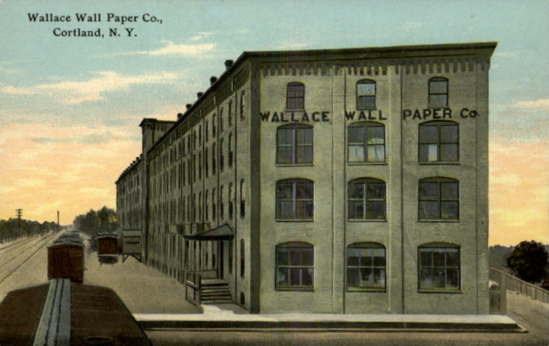
Wallace Wall Paper Co Cortland NY, ca. 1910

- Janes & Bolles, Hartford, Connecticut[93]
- Janeway and Carpender, New Brunswick NJ
- Sears, Roebuck & Co., Chicago, Illínois
- Henry Virchaux & Co., Philadelphia, Pennsylvania[94]
- Wallace Wall Paper Co., Cortland NY